# Sabaton
Sabaton je švedski power metal sastav, osnovan 1999. godine u Falunu. Tematika pjesama im je bazirana na ratovima (osobito Prvom i Drugom svjetskom ratu) i povijesnim bitkama. To se može čuti na albumima Primo Victoria, Attero Dominatus i Coat of Arms gdje sve pjesme, osim posljednje, uzimaju inspiraciju iz povijesnih bitaka ili ratova, kao što je pjesma "Counterstrike", koja se odnosi na Šestodnevni rat. 
Na nekima albumima koristiti su i neke elemente progresivnog metala. Često pišu pjesme o ratovima u Poljskoj. Dana 30. ožujka 2012. godine, sastav su napustili svi članovi osim pjevača Joakima Brodéna i basista Pära Sundströma.

## Članovi

### Sadašnji članovi
- Joakim Brodén – vokali
- Pär Sundström – bas-gitara
- Tommy Johansson – gitara
- Chris Rörland – gitara
- Hannes Van Dahl – bubnjevi

### Bivši članovi
- Robban Bäck – bubnjevi (2012. – 2013.)
- Richard Larsson – bubnjevi (1999. – 2001.)
- Rikard Sundén –  gitara (1999. – 2012.)
- Oskar Montelius –  gitara (1999. – 2012.)
- Daniel Mullback – bubnjevi (2001. – 2012.)
- Daniel Mÿhr – klavijature (2005. – 2012.)
- Thobbe Englund – gitara (2012. – 2016.)

## Diskografija

### Studijski albumi
- Fist for Fight (2001.)
- Primo Victoria (2005.)
- Attero Dominatus (2006.)
- Metalizer (2007.)
- The Art of War (2008.)
- Coat of Arms (2010.)
- Carolus Rex (2012.)
- Heroes (2014.)
- The Last Stand (2016.)
- The Great War (2019.)
- The War to End All Wars (2022.)

### Albumi uživo
- World War Live: Battle of the Baltic Sea (2011.)
- Swedish Empire Live (2013.)

## Nastupi u Hrvatskoj
U Zagrebu su nastupili šest puta: 1. veljače 2007. kao predgrupa Grave Diggeru, Therionu, na turneji s HammerFallom 8. travnja 2009., oba puta u klubu Boogaloo, kao glavna grupa 20. studenog 2010. u Tvornici, 13. ožujka 2013., 2. veljače 2015. također u Tvornici gdje su nastupali s grupama Delain i Battle Beast, te 13. ožujka 2017. u Domu sportova.

## Vanjske poveznice
- Službena stranica